# Hydroptila dikirilagoda
Hydroptila dikirilagoda är en nattsländeart som beskrevs av Schmid 1958. Hydroptila dikirilagoda ingår i släktet Hydroptila och familjen smånattsländor. Inga underarter finns listade i Catalogue of Life.